# Möhlin (Argòvia)
Möhlin és un municipi del cantó d'Argòvia (Suïssa), situat al districte de Rheinfelden. El 2023 tenia 11.349 habitants.